# Sergio Maltagliati
Sergio Maltagliati (Pescia, 26 settembre 1960) è un compositore, programmatore, artista e trombonista italiano, attivo nel campo dell'arte digitale e computer music. Allievo di Pietro Grossi, pioniere della Musica elettronica e computer music in Italia.

## Biografia
Il 04/10/2023 è stato eletto Accademico dell'Accademia delle arti del disegno di Firenze, per la classe Musica e Arti dello Spettacolo, (storica Accademia fondata a Firenze nel 1563 da Cosimo I de' Medici su suggerimento di Giorgio Vasari), come esponente principale della corrente artistica fiorentina denominata Musica d’Arte (Musica visiva e Fluxus).
Nato a Pescia provincia di Pistoia località Paradisino, 
Sergio Maltagliati frequenta il Conservatorio Luigi Cherubini di Firenze, diplomandosi nel 1980 in Trombone. 
Collabora in seguito, con la Big band di Adalberto Bettini, l'Orchestra ritmica romana Studio M, e come orchestrale nel 26º Festival Puccini a Torre del Lago, direttore Gianpiero Taverna, regista Sylvano Bussotti. Dal 1981 al 1982 fa parte, sempre come trombonista della Banda musicale della Guardia di Finanza, diretta da Fulvio Creux.
Successivamente si occupa di pittura, arte digitale (come estensione delle sue idee musicali) e dal 1997  di musica mediata e fruibile anche attraverso Internet,realizzata con l'utilizzo di software (autom@tedVisualMusiC 1.0 è il primo) automatici e generativi autoprodotti. Programmatore sperimentale di Visual Music (Musica visiva), progetta e realizza opere automatiche sonoro/visuali interattive e web-based.

Queste opere uniscono elementi musicali e visivi in modo sinergico, tra musica e arte visiva,
e possono essere presentate come video musicali, installazioni multimediali o performance dal vivo, coinvolgendo il pubblico in un'esperienza  che combina suono e immagine.
Il suo lavoro è stato esposto, presentato in festival, gallerie e istituzioni anche internazionali.

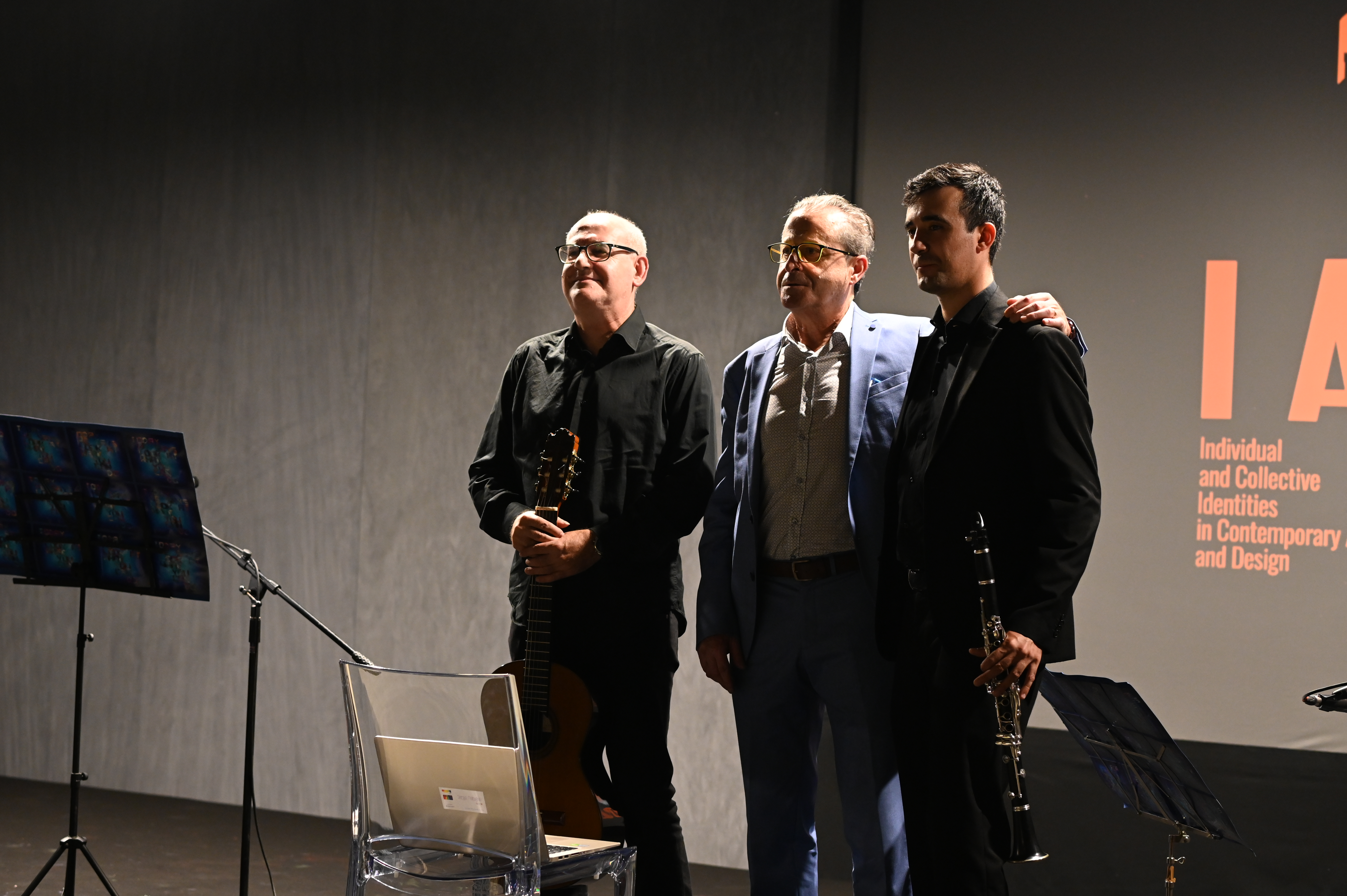
Color Variations performance XIV Florence Biennale (ph Marco Mazzi).

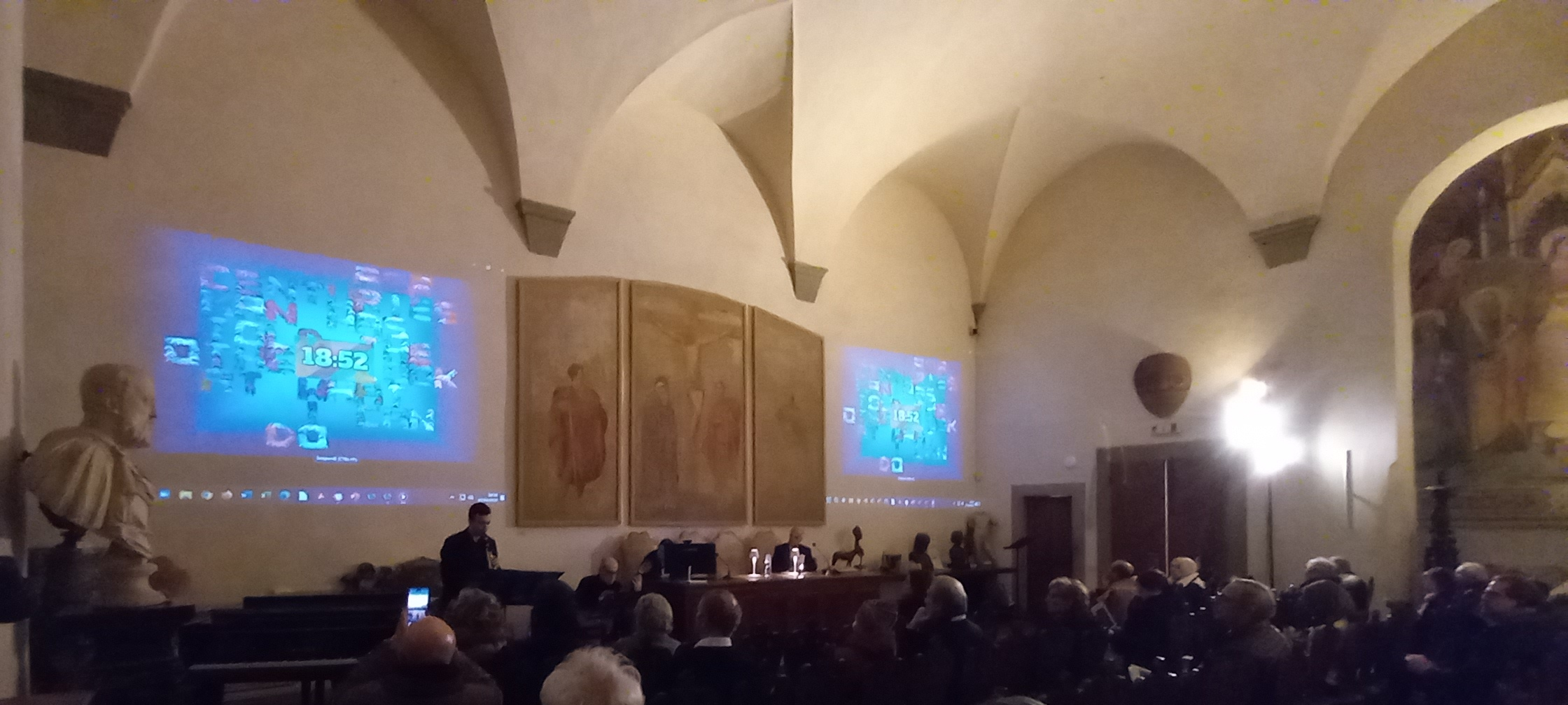
Color Variations 2.0 performance Sala delle Adunanze.

Nel 2023 è stato selezionato per la prima Esposizione Virtuale internazionale sull’isola di Venezia Viral Human" / "Arte Pubblica e Metaverso. L’opera Battimenti 2.5 si può ascoltare nel palazzo del 400 Palazzo Contarini del Bovolo a Venezia tramite Applicazione mobile dedicata.
Come compositore, si aggiunge alla fine degli anni ottanta, alla corrente artistica fiorentina, operante dalla fine della seconda guerra mondiale ad oggi, denominata Musica d’Arte (Musica visiva e Fluxus) comprendente Sylvano Bussotti, Giuseppe Chiari, Marcello Aitiani, Giancarlo Cardini, Albert Mayr, Daniele Lombardi, Pietro Grossi. Questi musicisti hanno indagato, con contaminazioni tra sperimentazione e tradizione, l'interazione tra suono, gesto e visione, una sinesteticità dell'arte frutto delle avanguardie storiche, da Kandinsky al Futurismo, a Scriabin e Arnold Schönberg, fino al Bauhaus.
Maltagliati si concentra in particolare, sull’interazione tra suono e immagine e sull’evoluzione del linguaggio musicale del Novecento nel campo della Musica elettronica e Computer music, Fluxus e Musica visiva, collaborando attivamente con il pioniere della Musica elettronica e Computer music Pietro Grossi.
Nel 2021 il Centro Studi Luigi Dallapiccola lo ha ufficialmente inserito nell’Archivio del 900 Musicale Fiorentino, (albero genealogico a cura del musicologo Mario Ruffini) riconoscendolo come uno dei compositori più significativi del 900, attivi a Firenze.

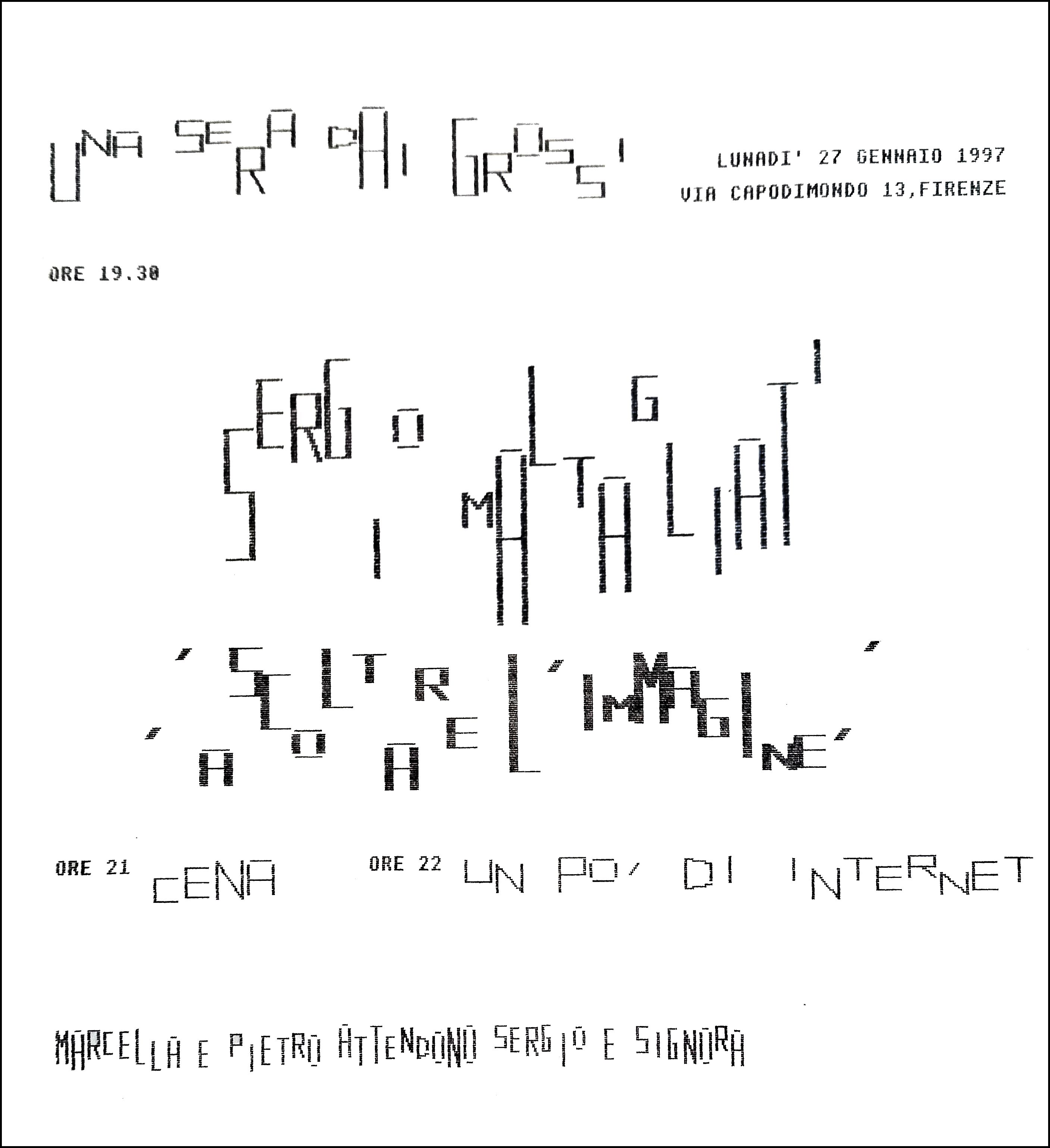
Invito: unicum graphic, realizzato da Grossi, per la serata dedicata a Maltagliati in via Capodimondo.

Sergio Maltagliati in particolare è accomunato e più vicino nella sua attività a Pietro Grossi, sia per la predilezione del Bit sia per una visione comunitaria e partecipativa del prodotto artistico e della sua fruizione. La sua musica o visual music come la definisce ci fa rendere più consapevoli che la visione del mondo intorno a noi è sempre più subordinata, mediata dalle tecnologie digitali e dai mezzi di comunicazione di massa, che per la loro stessa struttura, modificano profondamente la nostra percezione della realtà e della cultura. Infatti Maltagliati dal 1997 utilizza prevalentemente la Rete,
 con installazioni sonoro-visuali interattive. Nello stesso anno realizza la prima opera interattiva e collaborativa italiana attraverso Internet netOper@, che ha coinvolto come autori ed esecutori più di trenta net-artisti (tra cui John Dunn e Caterina Davinio). La prima performance è avvenuta nella casa studio di Pietro Grossi in via Capodimondo a Firenze, luogo fondamentale a quanto pare per l’evoluzione della Musica contemporanea, visto che lo stesso locale, aveva già ospitato nel 1963 uno dei primi studi di Fonologia Musicale al mondo, lo studio S2FM di Firenze.

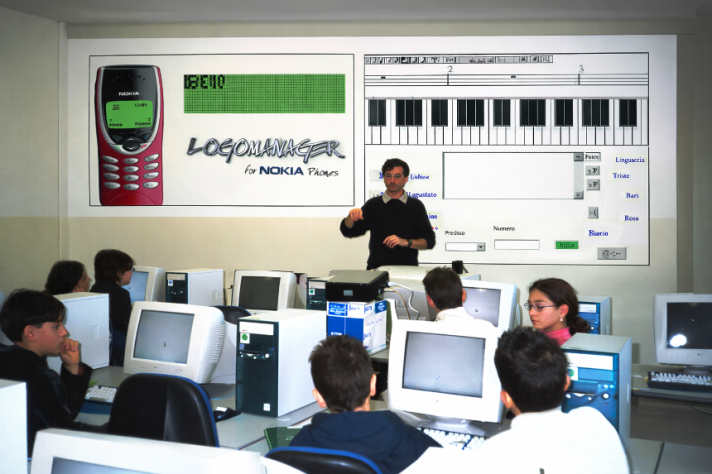
Sergio Maltagliati nel 2001 prova con giovani esecutori una performance.

Il suo lavorodegli anni 80 e 90 è incentrato anche nel coinvolgere, (attuando progetti educativi che diventano stimoli per l’elaborazione di nuove strategie didattiche) ragazzi come esecutori di performance nell'esempio del Music Circus realizzato nel 1984 a Torino da John Cage in cui riunì 800 bambini di età fra i 4 e i 12 anni. Ed è proprio il musicista americano (incontrato nel 1991 a Zurigo per l'esecuzione di Europeras 1 & 2) ha apprezzato questo aspetto dell'operare di Maltagliati, perché riesce a coinvolgere ragazzi nel ruolo di performers.  Questi lavori, oltre che propedeutici alla fruizione musicale, ed in particolare ad un suo diverso e più consapevole ascolto, tendono ad estendere il concetto di creazione artistica alla collaborazione dell'esecutore, spesso sprovvisto di una formazione musicale tradizionale. Partendo da materiali sonori di uso comune (una sorta di Musica concreta) o dalla semplice esplorazione di un determinato paesaggio sonoro si sviluppano percorsi creativi materializzati in veri spettacoli, opere musicali in cui suoni, voci, silenzi e movimenti,  trovano una coerenza ed espressiva convivenza.
Per Sergio Maltagliati l'opera è sempre comunitaria: l'autore non è il creatore geniale, piuttosto colui che dà l'input iniziale. Su questa linea vanno segnalati altri due suoi lavori, neXtOper@_1.03 (2001) e midi_Visu@lMusiC.

Sergio Maltagliati e Pietro Grossi galleria Il Gabbiano, 1997.

NeXtoper@ (idea incompiuta di Pietro Grossi) è un lavoro collaborativo e interattivo attraverso Internet del 2001-2002 che utilizzava l'allora rete gsm dei telefoni cellulari (con progetto didattico-educativo) dove l'Opera lirica tradizionale viene scomposta e riproposta in una nuova veste digitale. La sua componente strutturale parola, suono e immagine è tradotta in linguaggi della comunicazione contemporanea: immagini e frequenze sonore prese a prestito dall'universo dei telefoni cellulari, delle chat room e delle e-mail, loghi, icone, suonerie, banner e piccoli disegni in codice ASCII.
Midi_Visu@lMusiC (2005) propone musica e immagini su cellulare I-Mode.
Risale al 1999 la prima versione del software autom@tedVisualMusiC con il quale riesce ad inglobare, dopo anni di sperimentazioni e l’utilizzo di svariati software, in una unica produzione artistica, immagine e suono, come teorizzato dalle avanguardie artistiche di inizio 900.

## Lavori più significativi
Da fine anni 70 il suo catalogo comprende composizioni per strumenti musicali tradizionali, (partiture dove nei segni grafici e nella posizione spaziale delle note sul pentagramma è privilegiato l’aspetto visivo), performance, insieme a dipinti, opere grafiche e sonore digitali e interattive, destinate indifferentemente all'occhio e all'orecchio, che sono spesso il frutto (vista la sua doppia formazione di studi musicali e visuali) della conversione in immagini (e viceversa) di un preciso pensiero musicale, codificato in una particolare scrittura musicale.

### Composizioni strumentali
- 1997 Per Tromba.
- 1978/79 Per Pianoforte.

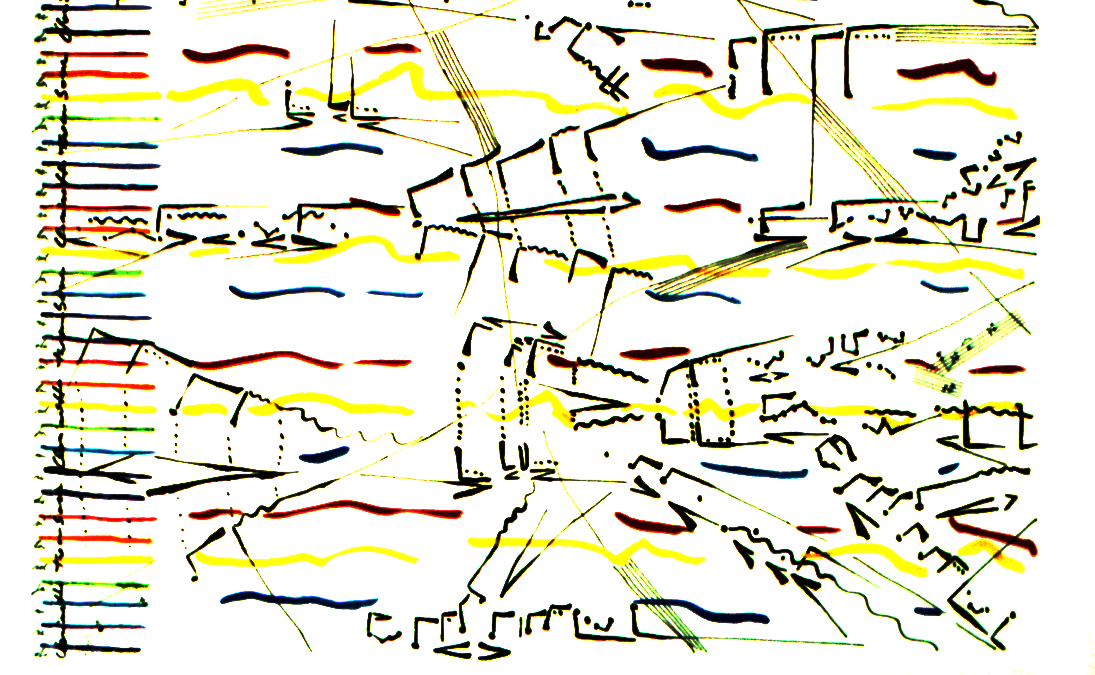
Iridem 2 per due strumenti: clarinetto e trombone (1991)

- 1979 Stigma per Flauto, clarinetto, corno, tromba, due tromboni.

Immagine per tromba, due tromboni.
Scherzo per tromba, due tromboni e basso tuba.
- 1980 Fogli di Diario lirica per mezzo soprano-flauto e pianoforte (prima esecuzione - Belveglio Asti 1980).

Idea due trombe e due tromboni.
- 1982 Disegno per un organico sonoro indefinito.

Per Voce voce e rumori.
- 1983 Iridem per trombone e clarinetto.
- 1984 Inciclo per trombone solo.
- 1985 da Iridem coro di voci bianche.
- 1986 Parole al Vento voce ed effetti sonori sintetizzati.
- 1987 La Luce dell'Asia coro di voci bianche.
- 1988 L'Occhio nell'Acqua del Tempo trombone solo.
- 1980/89 Sintassi in Rosso e Nero per voce e pianoforte (prima esecuzione -Villa Renatico Martini Monsumano Terme 1989). Registrazione multitraccia analogico Soundcraft 760 e computer Atari ST 1040.
- 1990/91 K.1-626 M. per coro-orchestra-nastro magnetico e oggetti (prima esecuzione - Teatro Manzoni (Pistoia) 1990).
- 1991 Sinfonia (prima esecuzione - ex Palazzo comunale Montevettolini 1991).
- 1991 Iridem 2 per clarinetto e trombone.
- 1993 Aria48 da parti strumentali e arie di 51 opere (e 48 Arie) per canto e orchestra.
- IMMAGINE dodici per 12 sequenze visuali e sonore (timbri elettronici di rumori) con programma musicale Cubase e grafico Pop Art su computer Atari.

### Opere e performance
- 1984/1985 Musica intorno alla Gabbia atto unico per musica-mimica e figure zoo- antropomorfe: prima esecuzione Quarrata (Pistoia). L'ambiente scenico è stato poi ricostruito presso lo Spedale degli Innocenti a Firenze.

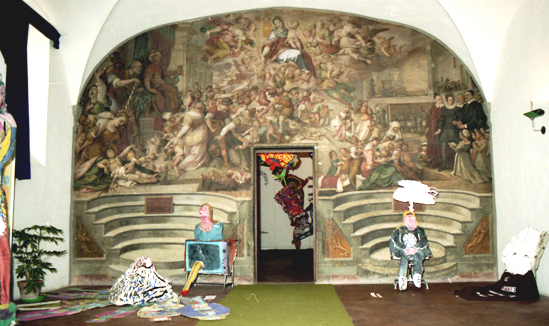
Musica intorno alla Gabbia allestimento scenico Spedale degli Innocenti Firenze

 Nella struttura dell'opera, è stato volutamente invertito il ruolo tradizionale tra il pubblico e la scena. Gli interpreti hanno occupato, geometricamente il vasto spazio della sala ponendo il pubblico prima sul palcoscenico e inducendolo poi a muoversi intorno ai gruppi sonori e visuali. La parte musicale si è basata sul valore interdisciplinare della musica, ispirandosi alle ricerche di John Cage sul principio di "catturare e controllare i rumori in funzione di elementi musicali". La parte coreografica e scenica dell'opera, realizzata dal pittore Edoardo Salvi ha costituito un ininterrotto dinamismo di forme e di situazioni spaziali, collegando immagine, gesto e suono.
- 1989 Revolution variazioni delle nove sinfonie di Ludwig van Beethoven. Variazione visual-sonora dalle nove sinfonie di Beethoven. La parte visiva dell'opera consiste in una grande pittura di circa trecento metri quadrati, a cui hanno lavorato duecento ragazzi di scuola media guidati dal pittore Andrea Dami. Il dipinto suddiviso in sedici grandi strisce si è composto lentamente in sincronia con la musica durante la performance. La parte musicale, ha raggruppato quattro diverse situazioni sonore: musica strumentale, parole, suoni e rumori.
- 1993 12 esperienza sonora per libere improvvisazioni con pietre, rami di fiume e Tastiera elettronica dove il pubblico è stato coinvolto nella performance, (prima esecuzione – Villa Renatico Martini Monsummano Terme).[49]

- Alla ricerca dei Silenzi perduti per 10 nastri magnetici (musicassetta), 7/10 lettori audio con 10 esecutori.
- 1997 netOper@[50]
- Variazione Cromatica cinque2 per strumenti musicali tradizionali e nastro magnetico.
- Invenzioni Cromatiche 16/4 intervento grafico musicale di 100 ragazzi su misura di 16/4.
- 1999 Il Palato in SIb Musica da tavola, performance per voci / suoni e musica, con progetto didattico educativo.

Il materiale sonoro è prodotto da partitura grafico-sonora ottenuta da disegni commestibili nell'esempio delle carte di grafica commestibile realizzate da John Cage con ricette di Cucina macrobiotica (vedi cat. La Biennale di Venezia 1993 pag.772). 
Parte vocale, da variazioni di alcune pagine del Mushroom Book (Libro sui Funghi) scritto dal musicista John Cage.

- 2001/2002 neXtOper@
- 2019 Alla ricerca dei Silenzi perduti 2, per coro di flauti dolci-diritti e suoni della natura, è una performance che coinvolge duecento giovani esecutori. Durante l’happening, la musica che orbita intorno ad un sistema tonale tradizionale,  esce dal suo luogo deputato: la sala da concerto, diventando così solo una componente di un più vasto universo (paesaggio) sonoro, per cercare di affinare la sensibilità, propria dell’ascolto, in ogni momento e situazione della nostra vita.[52]

### Lavori (Computer)
- 1999 Circus 5.05
- 2001 Net Surfing 3.0
- Variazioni Goldberg (1° versione) musica Johann Sebastian Bach e Computer music transcription by Pietro Grossi (Software TAUMUS Sintetizzatore TAU2, IBM 370/168) Institutes of CNR CNUCE and IEI - Pisa, Italy 1980.
- autom@ted MusiC 1.02
- Sound Life 3.01

- 2002 PIxeLs

Sound Life 3.01_autom@tedVisualMusiC software (screenshot) 2001.

- Oper@pixeL, l’utilizzo delle nuove tecnologie, permette in questo lavoro, di generare composizioni audiovisuali sempre diverse, utilizzando immagini e frequenze sonore prese a prestito dall’universo dei telefoni cellulari, delle chat room e delle e-mail, con loghi, icone, suonerie, banner e piccoli disegni in codice Ascii. Questi nuovi linguaggi della comunicazione contemporanea si intrecciano con una componente storica: l’Opera lirica tradizionale, presentata in questa nuova entità digitale e interattiva.[53]
- 2003 Variazioni Goldberg (2° versione) musica Johann Sebastian Bach e Computer music transcription by Pietro Grossi.

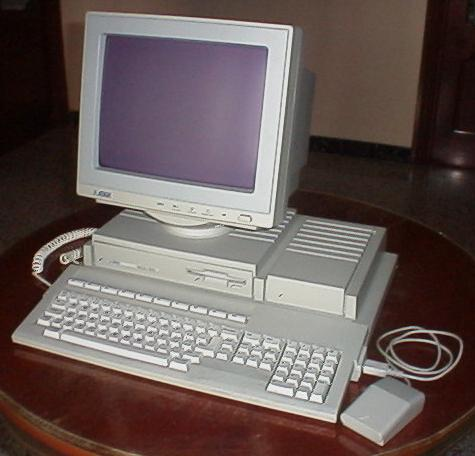
Atari-MEGA STE utilizzato da Maltagliati (con software Cubase) dal 92 al 97.

- 2005 MIDI_Visu@lMusiC, un esempio di utilizzo artistico-creativo del software MIDI Cubase nato su piattaforma Atari ST, utilizzato in prevalenza, per i lavori dal 1992 al 97: l'immagine è disegnata direttamente nella finestra Key del software,  su una grande tastiera musicale virtuale.[54] Le ricerche iniziano nei primi anni novanta, e tutto il lavoro è antologicamente documentato in una mostra dal titolo Partiture per floppy disk (su Floppy disk) nel 1997 presso la Galleria Il Gabbiano di La Spezia. Il catalogo pubblicato dal Comune della Spezia-Assessorato alla Cultura, contiene uno scritto introduttivo del musicologo Renzo Cresti e scritti teorici dell'autore.[55] Nel 2005 il progetto midi_Visu@lMusiC  è riproposto per telefono cellulare i-mode.
- 2008/09 Circus4/8

- 2010 APP_Visu@lMusiC_0.1 (Visu@lMusiC on Android mobile phone).[56]
- 2012 autom@tedVisuaL, nuovo software che genera variazioni grafiche sempre diverse, scritto sulla base del codice dei programmi QBASIC di HomeArt. Queste immagini sono destinate ad essere raccolte negli HomeBooks, libri (oggi anche e-books) unici, teorizzati da Pietro Grossi nel 1991. Questa prima versione, autom@tedVisuaL 1.0 ha prodotto 45 unicum grafici raccolti in una pubblicazione.[57]
- CA12G92E2 (da lavori grafici originali di John Cage) software autom@tedVisualMusiC 4.01.

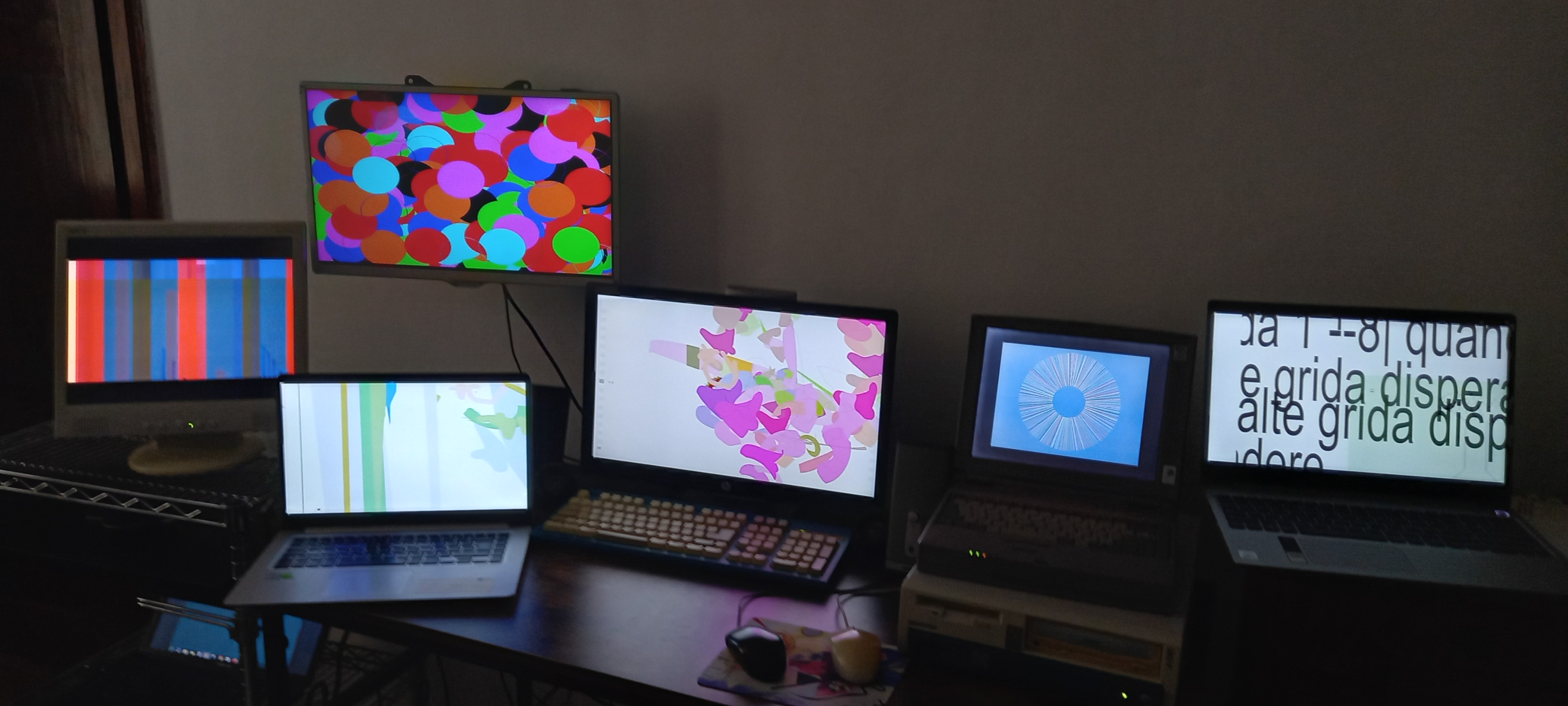
Lo studio di Sergio Maltagliati con computer programmati per creare immagini e suoni sempre diversi e senza fine. Dai primi software online interattivi, che coinvolgevano direttamente gli utenti, fino ai lavori più recenti realizzati con l’aiuto dell’Intelligenza Artificiale.

- 2014 autom@tedMusiC 2.0  generative music software. Questo programma può essere configurato per creare musica in differenti stili, generando una nuova e originale composizione ad ogni ascolto.
- 2016 Capriccio n°5 dai 24 Capricci per violino di Niccolò Paganini (1967) registrazione originale del 1967 di computer music di Pietro Grossi variazione con autom@tedMusiC software.
- 2019 Battimenti (autom@tedMusiC 2.5) dalle frequenze dei battimenti usati e registrati, nello Studio di Fonologia Musicale di Firenze S 2F M,[58] nel 1965 da Pietro Grossi. Sergio Maltagliati nel 2016 (con opere pittoriche del Maestro Romano Rizzato)

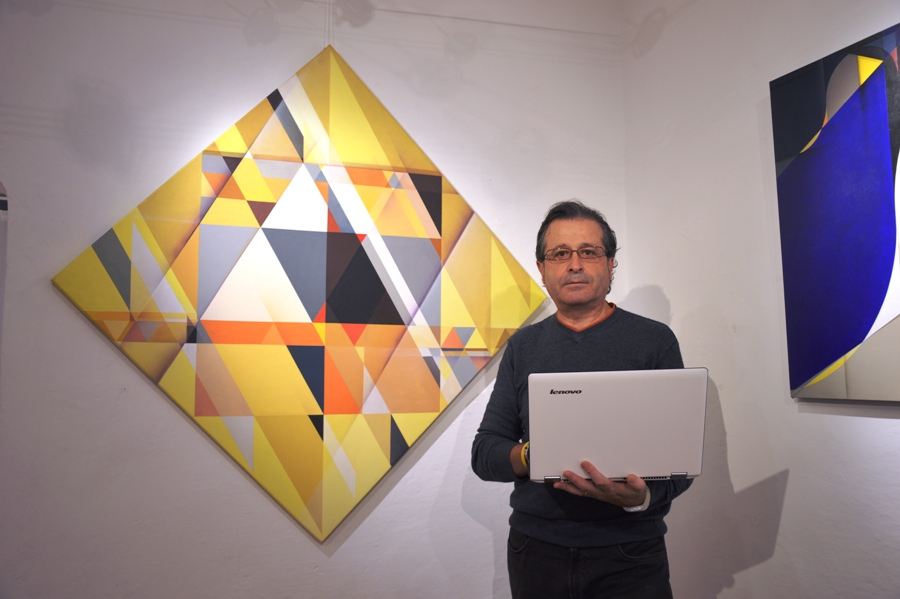
Sergio Maltagliati nel 2016 (con opere pittoriche del Maestro Romano Rizzato)

Nei primi anni 60 Grossi, compie ricerche di musica elettronica programmata, usando una metodologia comune con l'Arte visiva, l'Arte cinetica e Op art di quel periodo. Romano Rizzato (pittore astrattista e cinetico fin dagli anni 60 e 70), 
realizza oggi un lavoro grafico, ispirato a suoi quadri di Arte cinetica e Optical del passato concepito però, con il solo fine di poter essere letto e utilizzato come vero e proprio spartito musicale. Maltagliati usa 11 frequenze di suoni, da 395 a 405 Hertz (le stesse registrate da Grossi), combinate in base a quanto suggerisce la grafia della pittura-partitura di Rizzato. Il materiale sonoro è poi variato dal software autom@tedMusiC Generative Music software (versione 2.5) che genera in modo completamente automatico un ascolto sempre diverso.
- 2020/22 Kinetic_Visu@lMusiC (autom@tedVisualMusiC 3.0 - autom@tedMusiC 2.0). Una ulteriore evoluzione del software, che viene disegnato con la partitura grafica ispirata all'Arte cinetica, sempre in collaborazione con Romano Rizzato.[61]
- 2023 Color Variations dai programmi grafici di HomeArt di Pietro Grossi (premio Lorenzo il Magnifico PERFORMACE ART XIV Biennale internazionale dell'arte contemporanea) e Musica e Installazione (Après Fluxus)  Accademia delle Arti del Disegno (2024).[62][63][64]

- 2025 Circus_8_8 Il progetto Circus_8_8 impiega un programma grafico originale tratto da HomeArt, una delle sperimentazioni sviluppate da Pietro Grossi, tra i pionieri italiani dell’arte elettronica e della musica generativa.

Successivamente, grazie all’integrazione del software autom@tedVisualMusiC 5.0, è stata introdotta un’interazione attiva con il pubblico: ogni ascoltatore può disegnare sullo schermo e generare composizioni visive e sonore uniche e irripetibili, scaricabili su computer, tablet o smartphone.
L’esperienza unisce Arte generativa, Intelligenza artificiale e partecipazione attiva del fruitore, concretizzando oggi la visione sperimentale e anticipatrice di Grossi, centrata sull’uso creativo del calcolatore come strumento artistico.

## Discografia
(CD Audio - DVD)
- Suono, segno, gesto visione a Firenze  (cd 1): S. Bussotti, G. Cardini, G. Chiari, D. Lombardi.  (cd 2): P.Grossi, G.Chiari, G.Cardini, A.Mayr, D.Lombardi, M.Aitiani, S.Maltagliati (Atopos music 1999-2008).

- CIRCUS_8 dvd video Quantum Bit Limited Edition (2009) QuBIT 005

È un progetto iniziato nel 1997: Maltagliati partendo da programmi grafici (HomeArt) di Pietro Grossi ne ha creati di nuovi, intervenendo nel codice di programmazione e aggiungendo una originale traccia sonoro/musicale che, in parallelo al fluire di segni e colori, genera molteplici variazioni visive e sonore. È il primo DVD che documenta il pensiero di Pietro Grossi
accomunando la sua attivita' musicale e visuale.
- The Wave Structure of Matter Quantum Bit Netlabel (2011) QuBIT 007
- CIRCUS_5.1 DVD (digital edition) Quantum Bit Netlabel (2012). Le immagini sono generate da  autom@tedVisuaL1.02  software. La musica dal software autom@tedMusiC1.03. QuBIT 013
- BATTIMENTI 2.5 audio Cd - numbered copy of limited edition (2019) Cd

### Audio Tape
(Musicassetta)
- 1992 Trasparenze
- 1993 Alla ricerca dei silenzi perduti
- 1995 Serie di colore per flauti
- 1996 Per una sola nota  Omaggio a/per Giacinto Scelsi[68]
- 1997 Partiture per floppy disk